# Liberia na letnich igrzyskach olimpijskich
Reprezentanci Liberii po raz pierwszy pojawili się na letnich igrzyskach olimpijskich w 1956 roku. Zawodnicy z tego kraju nie wystąpili podczas igrzysk w latach: 1968, 1976 oraz 1992. Do tej pory nie zdobyli żadnego medalu.

## Medaliści letnich igrzysk olimpijskich z Liberii

### Złote medale
Brak

### Srebrne medale
Brak

### Brązowe medale
Brak